# A Canticle for Leibowitz
A Canticle for Leibowitz är en postapokalyptisk science fictionroman av den amerikanska författaren Walter M. Miller, Jr., som publicerades första gången 1960.